# Lindhorst
Lindhorst ist eine Gemeinde nahe Stadthagen im Landkreis Schaumburg in Niedersachsen. Lindhorst bildet zusammen mit den Gemeinden Beckedorf, Heuerßen und Lüdersfeld die Samtgemeinde Lindhorst.

## Geografie
Das Gebiet der Gemeinde Lindhorst liegt im Bereich des historischen Dülwalds, östlich der Kreisstadt Stadthagen und westlich von Bad Nenndorf, zwischen dem Bückeberg im Süden und dem Mittellandkanal mit der Stadt Sachsenhagen im Norden.
Lindhorst gliedert sich in Ottensen, Schöttlingen, Eichhöfe und Teile von Eichenbruch.

## Geschichte
Der Name Lindhorst kommt von der „Linde“, einer Anhebung im historischen Dülwald, der im 13. Jahrhundert zunehmend für die Anlage zahlreiche dörflicher Siedlungen gerodet wurde. Auch Lindhorst und die anderen Orte der Gemeinde sind in dieser Zeit erstmals urkundlich erwähnt.
Spärlich besiedelt war das Gebiet aber bereits seit frühgeschichtlicher Zeit, und einige Dörfer, wie beispielsweise Lindhorst, haben vermutlich ihren Ursprung in der Zeit der Frankenherrschaft im 9. und 10. Jahrhundert.
Die kleinen Siedlungen im Gemeindegebiet entwickelten sich nur langsam. Erst die Verbesserung der Infrastruktur durch den Bau der Bahnstrecke Hannover–Minden 1847 mit dem Lindhorster Bahnhof und des Mittellandkanals 1916 mit dem Kanalhafen Sachsenhagen brachten einen leichten Aufschwung. Die Landwirtschaft war häufig die einzige Einnahmequelle. In Ottensen wurde eine Ziegelei errichtet, in der Steine gebrannt wurden, die für ihre außergewöhnliche Härte bekannt waren.
Beide Weltkriege behinderten die weitere Entwicklung, doch nach 1945 wurden zahlreiche Weltkriegs-Flüchtlinge aufgenommen und der Steinkohlenbergbau wurde weiter auf die „Schaumburger Mulde“ ausgedehnt. Es entstand eine weitere Schachtanlage in Lüdersfeld, und Lindhorst wurde mit der Verdoppelung seiner Einwohnerzahl zu einer großen Bergmannssiedlung.
Im Juli 1954 wurde die „Magister-Nothold-Schule“ in Lindhorst eingeweiht und 1957 die katholische Kirche, die für die vielen zugezogenen Menschen katholischen Glaubens gebaut wurde. Sie trägt den Namen der Schutzpatronin der Bergleute „St. Barbara“. Neben den Flüchtlingen und Vertriebenen aus dem Osten kamen auch evakuierte Bergleute aus dem Ruhrgebiet, die hier wieder Arbeit fanden.
Bereits 1960 kam das jähe Ende des Schaumburger Kohlebergbaus. Die relativ geringe Menge und Qualität und billigere Konkurrenz machten den Bergbau unrentabel. Die Schachtanlagen wurden geschlossen und später wieder verfüllt.
Auch in der Landwirtschaft gingen seither viele Arbeitsplätze verloren. Mit der Ansiedlung zahlreicher Gewerbebetriebe konnte nur ein Teil davon kompensiert werden, und der Bereich „Gewerbliche Wirtschaft“ bleibt weiterhin ein Schwerpunktthema der Gemeindeverwaltung.
Heute wohnen viele Berufspendler in der verkehrsgünstig gelegenen Gemeinde, die auch landschaftlich eine bevorzugte Lage zwischen den Naturparks Weserbergland Schaumburg-Hameln und Steinhuder Meer besitzt.
Am 1. März 1974 wurden die Gemeinden Ottensen und Schöttlingen eingegliedert.

## Religion

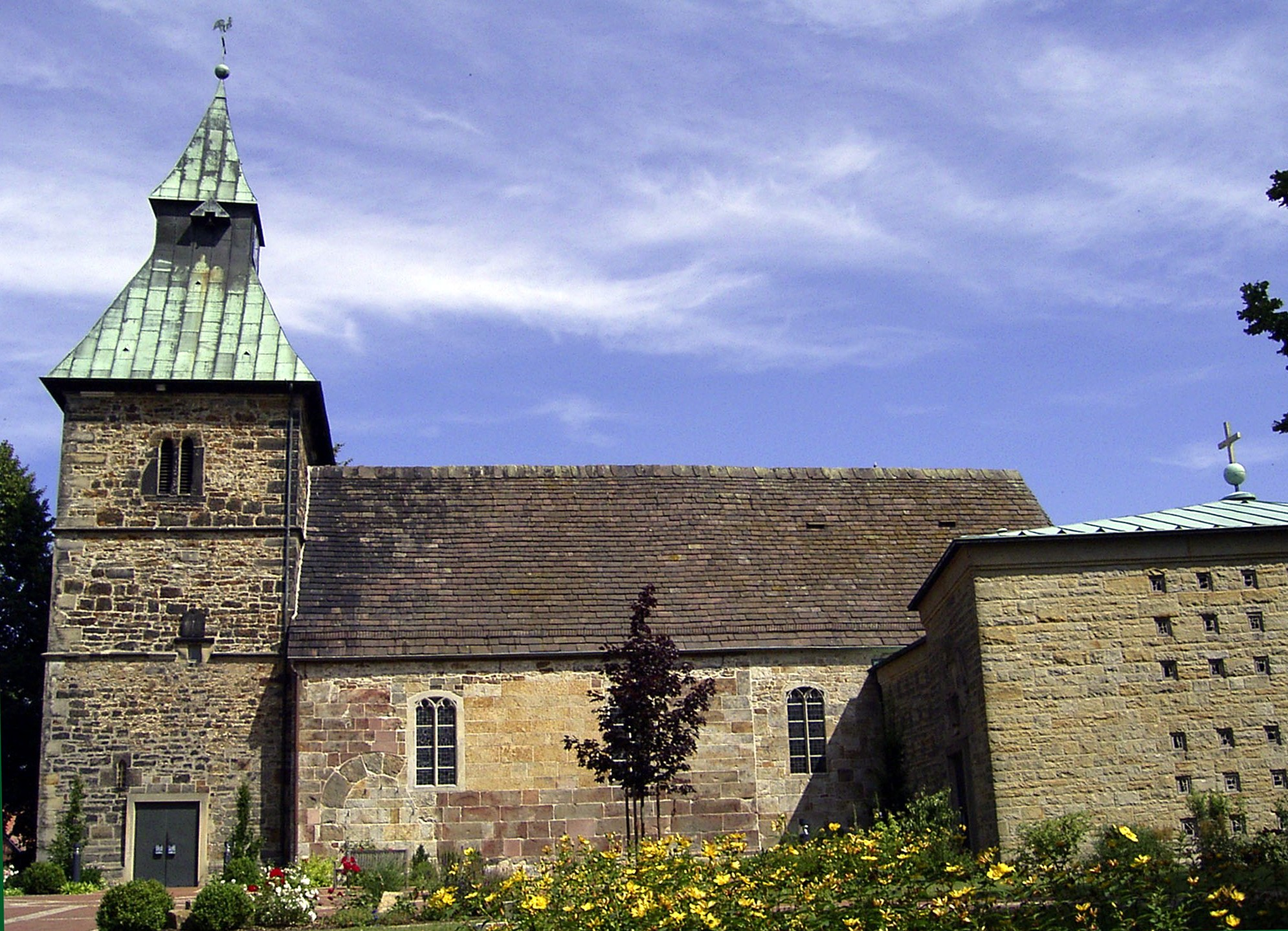
St.-Dionysius-Kirche

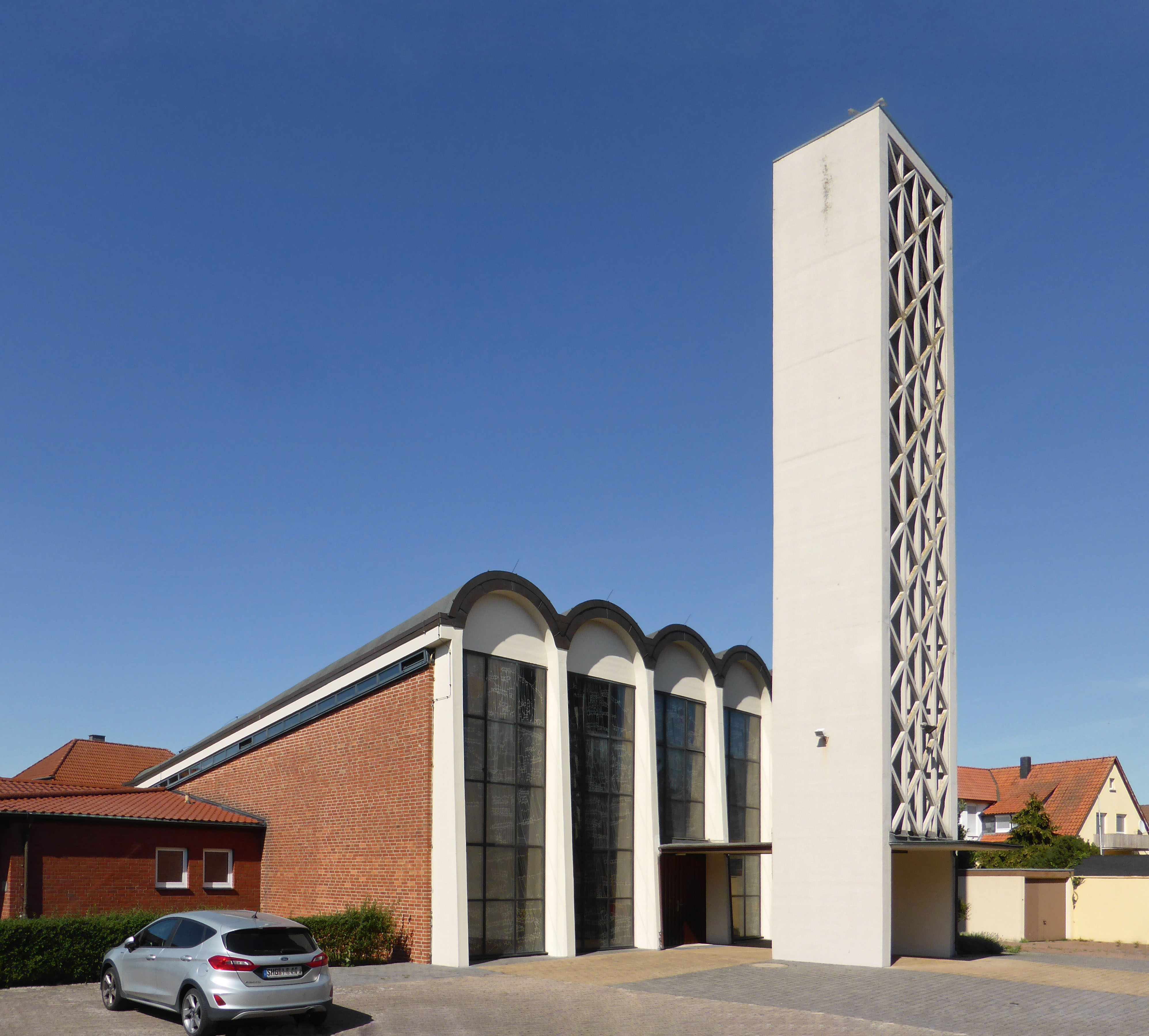
St.-Barbara-Kirche

Die evangelisch-lutherischen Christen bilden die Kirchengemeinde Lindhorst der Landeskirche Schaumburg-Lippe. Der Ortsteil Ottensen gehört zur Kirchengemeinde Beckedorf im Kirchenkreis Grafschaft Schaumburg der Evangelisch-lutherischen Landeskirche Hannovers.
Die katholischen Gläubigen gehören zur Pfarrgemeinde St. Joseph Stadthagen des Bistums Hildesheim und nutzen die Filialkirche St. Barbara in Lindhorst.

## Politik

### Bürgermeister
Gemeindebürgermeister ist Heinrich Widdel (CDU). Die Verwaltung wird vom nebenberuflichen Gemeindedirektor Jens Schwedhelm geführt.

### Gemeinderat
Der Gemeinderat, der Lindhorst vertritt, setzt sich aus 15 Mitgliedern zusammen. Die Ratsmitglieder werden durch eine Kommunalwahl für jeweils fünf Jahre 
gewählt.
Bei der letzten Kommunalwahl 2021 ergab sich folgende Sitzverteilung:
| Gemeinderat 2021Insgesamt 15 Sitze - SPD: 4 - Grüne: 2 - DB: 5 - FDP: 1 - CDU: 3 |

Bei der Kommunalwahl 2016 ergab sich folgende Sitzverteilung:
| SPD | CDU | Grüne | Gesamt   |
| 8   | 4   | 3     | 15 Sitze |

## Kultur und Sehenswürdigkeiten
- Evangelische St.-Dionysius-Kirche in Lindhorst, errichtet um 1180, Turm von 1565.
- Katholische St.-Barbara-Kirche in Lindhorst, 1957 erbaut.
- Mausoleum Ottensen, Privatmausoleum der Ziegeleibesitzerfamilie Philippsohn. Errichtet wurde das Bauwerk 1952 vom jüdischen Besitzer der Ziegelei, Oskar Philippsohn. Er hatte das KZ Theresienstadt überlebt. Steine und Dachziegel stammen aus der familieneigenen Dampfziegelei. Auf dem Dach ist ein Davidstern mit einem Kreuz angebracht. Beigesetzt sind hier die evangelische Ehefrau des Erbauers und deren Bruder.[7]

## Wirtschaft und Infrastruktur

### Öffentliche Einrichtungen/Museen

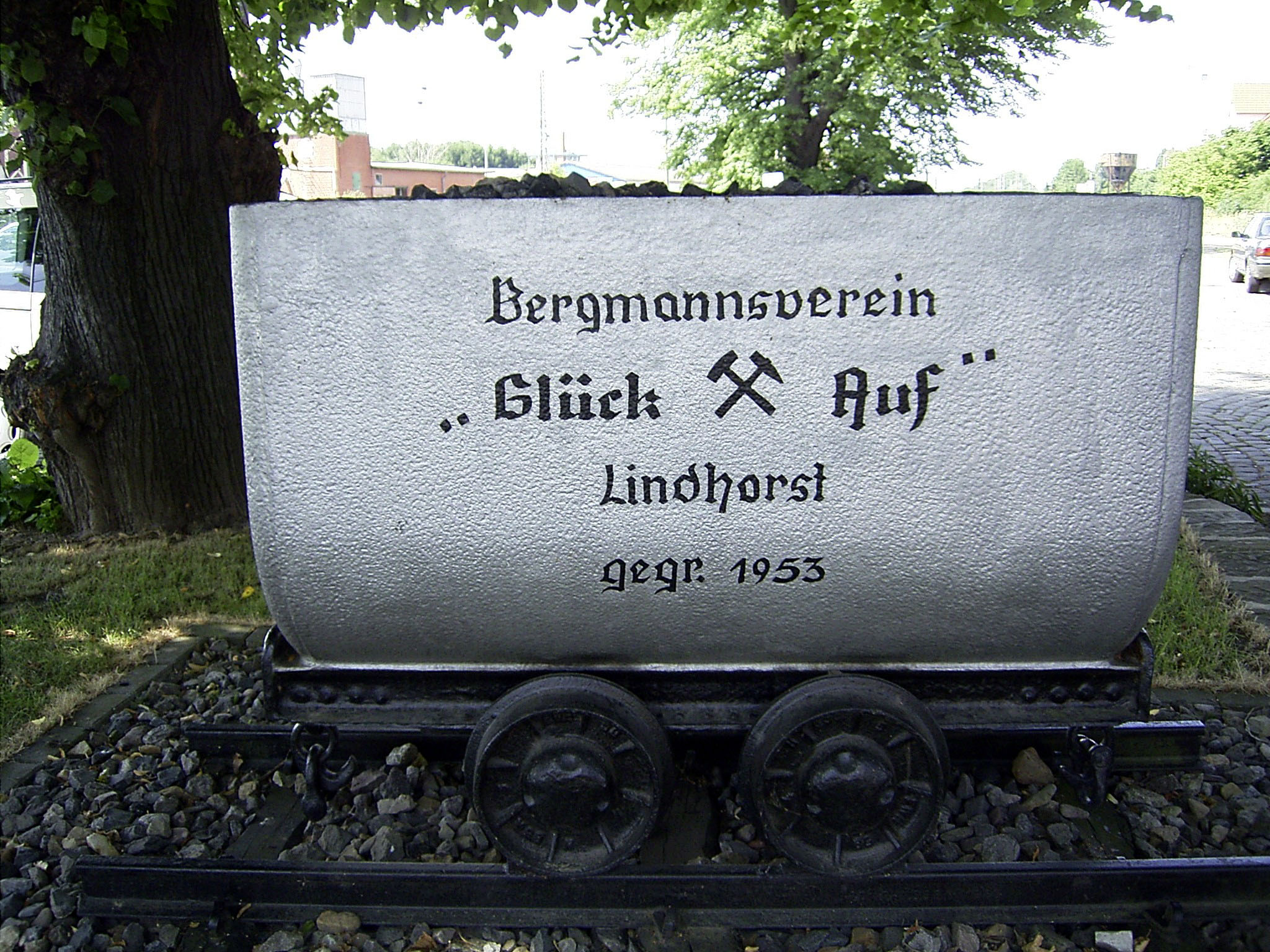
Gedenk-Lore am Bahnhof Lindhorst

- Beheiztes Freibad mit Lehrschwimmhalle in Lindhorst
- Sporthalle in Lindhorst
- Bergbaumuseum im Hof Gümmer in Lindhorst mit integrierter Ausstellung über die ehemalige Ziegelei Ottensen.

### Bildung
- Magister-Nothold-Oberschule, vormals Haupt- und Realschule (auslaufend), in Lindhorst.
- Magister-Nothold-Schule, Grundschule in Lindhorst
- Kindergarten in Lindhorst und Kindertagesstätte in Ottensen.

Der Erziehungswissenschaftler Wolfgang Klafki hat in Lindhorst und im Nachbarort Lüdersfeld als Junglehrer ab 1948 gewirkt.

### Verkehr
- Die Bundesstraße 65 (Hannover–Minden) führt durch die Samtgemeinde. Über Bad Nenndorf (zehn Kilometer) ist die BAB 2 erreichbar.
- Der Bahnhof Lindhorst (Schaumb-Lippe) liegt an der Bahnstrecke Hannover–Minden. Das Empfangsgebäude stammt aus dem Jahr 1847 und wurde nach einem Entwurf von Julius Eugen Ruhl errichtet. 1872 wurde es umgebaut.[8] Der Bahnhof wird im Stundentakt von der S-Bahn Minden–Wunstorf–Hannover (S1) bedient. Zusätzlich halten im Berufsverkehr einzelne Züge des RE 70.

| Linie | Verlauf | Takt                           | Betreiber         |
| ----- | --- | ------------------------------ | ----------------- |
| S 1   | Minden (Westf) – Bückeburg – Kirchhorsten – Stadthagen – Lindhorst (Schaumb-Lippe) – Haste (Han) – Wunstorf – Dedensen-Gümmer – Seelze – Letter – Hannover-Leinhausen – Hannover-Nordstadt – Hannover Hbf – Hannover Bismarckstraße – Hannover-Linden/Fischerhof – Hannover-Bornum – Empelde – Ronnenberg – Weetzen – Lemmie – Wennigsen (Deister) – Egestorf (Deister) – Kirchdorf (Deister) – Barsinghausen – Winninghausen – Bantorf – Bad Nenndorf – Haste (Han) Stand: Fahrplanwechsel Juni 2022 | 60 min                         | Transdev Hannover |
| RE 70 | Weser-Leine-Express: Minden (West) – Bückeburg – Kirchhorsten – Stadthagen – Lindhorst (Schaumb-Lippe) – Haste – Wunstorf – Hannover Hbf Stand: Fahrplanwechsel Dezember 2021 | einzelne Züge im Berufsverkehr | WestfalenBahn     |
Nach Stadthagen und Rodenberg gibt es werktags außerdem Busverbindungen mit der Linie 2008 der Schaumburger Verkehrs-Gesellschaft. Seit April 2013 ist eine Park&Ride Anlage mit 120 Autostellplätzen sowohl im Nord- und Südbereich vorhanden. Hinzu kommen 50 Stellplätze für Fahrräder im Südbereich.
- Der Mittellandkanal-Hafen Sachsenhagen ist drei Kilometer entfernt.
- Der Flughafen Hannover ist 50 km entfernt.

## Persönlichkeiten
- Hermann Gumpel (1862–1935), Bankier, Industrieller, Kunstsammler und Mäzen
- Julius Gumpel (1865–1942), Bankier und Unternehmer, NS-Opfer
- Friedrich Schirmer (1885–1968), Politiker (SPD)
- Gustav Gumpel (1889–1952), Jurist, Bankier und Industrieller
- Schahina Gambir (* 1991), Politikerin (Bündnis 90/Die Grünen)